# لی یانگ پایو
لی یانگ پایو (کره‌ای: 이영표؛ زادهٔ ۲۳ آوریل ۱۹۷۷) یک بازیکن فوتبال اهل کره جنوبی است.
وی همچنین در تیم‌های ملی فوتبال کره جنوبی کره جنوبی کره جنوبی بازی کرده‌است.